# 끼에우꽁띠엔
끼에우꽁띠엔(베트남어: Kiều Công Tiễn 또는 교공선(矯公羨), 870년 ~ 938년)은 오대 십국 시대의 안남의 호족으로 베트남 끼에우 왕조의 제1대 군주(재위: 937년 ~ 938년)이다. 신오대사와 십국춘추에서는 교공선(皎公羨)으로 기록되어 있다.

## 생애
그는 현재의 푸토성 비엣찌에 해당하는 안남의 봉주(峰州)에서 두각을 나타내던 호족이었다. 양정예(楊廷藝)를 섬기고 있었지만, 937년 3월 그를 죽이고, 스스로 절도사로 자칭한다.